# ユニオン郡 (ニュージャージー州)
ユニオン郡（英: Union County）は、アメリカ合衆国ニュージャージー州にある郡。人口は57万5345人（2020年）で、州内第7位である。郡庁所在地はエリザベスであり、同郡で人口最大の都市である。
ユニオン郡はニューヨーク都市圏に属している。アメリカ合衆国商務省経済分析局に拠れば、2009年の一人当たり年収で国内3,113郡のうちの第119位、州内では第8位だった。Forbes.com による調査では、資産税の総額で国内第2位の郡だった。人口密度は5,000人/平方マイル (1,930人/km2) を越えており、国内最大級である。

## 歴史
ユニオン郡は1857年3月19日にエセックス郡から分離して設立された。

## 地理
アメリカ合衆国国勢調査局に拠れば、郡域全面積は105.40平方マイル (273.0 km2)であり、このうち陸地102.86平方マイル (266.4 km2)、水域は2.55平方マイル (6.6 km2)で水域率は2.42%である。
郡域の大半は比較的平坦であり、標高も低い。北西隅のみに起伏があり、ワチャング山地が横切っている。郡内最高地点もそこにあり、バークレーハイツの2地点の海抜は560フィート (171 m) である。最低地点は東海岸沿いの海面である。

### 交通
郡内には鉄道、道路が広がり、空港や海港もある。
主要高規格道路としては、ニュージャージー・ターンパイク（州間高速道路95号線）、ガーデンステイト・パークウェイ、州間高速道路78号線、同278号線、アメリカ国道1号線、同9号線、同22号線があり、またスタテン島との間にはゴーサルズ橋が架かっている。
旅客鉄道はニュージャージー・トランジットが北東回廊線、ノースジャージー海岸線、ラリタン・バレー線、モリスタウン線、グラッドストン支線を運行している。貨物鉄道はコンレールのリーハイ線とケミカルコースト支線がある。貨物と旅客の鉄道は1897年から1992年までラーウェイバレー鉄道が短い線を運行していたが、顧客の減少により廃線になった。
エリザベス・マリンターミナルはニューヨーク・ニュージャージー港湾公社に属している。
ニューアーク・リバティ国際空港の南部がエリザベス市内に入っている。

### 気候と気象
近年、郡庁所在地であるエリザベス市の平均気温は1月の24°F (-4 ℃) から7月の86°F (30 ℃) まで変化している。過去最低気温は1934年2月に記録された-14°F (-26 ℃) であり、過去最高気温は1993年7月に記録された105°F (41 ℃) である。月間降水量は2月の2.99インチ (76 mm) から7月の4.76インチ (121 mm) まで変化している。

### 隣接する郡
- エセックス郡 - 北
- ハドソン郡 - 東
- リッチモンド郡 (ニューヨーク州) - 東

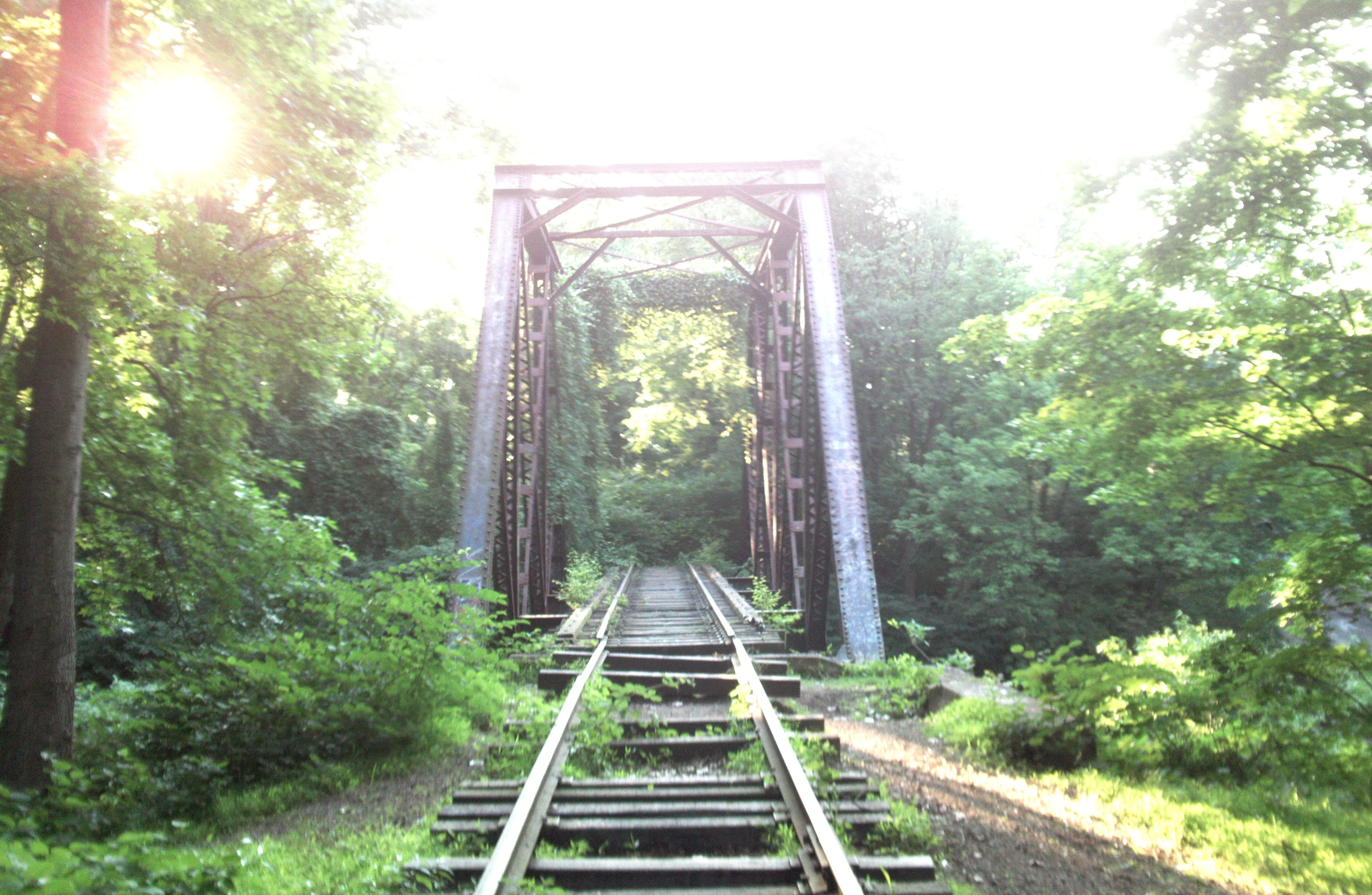
ラーウェイ川に架かるラリタンバレー鉄道橋

- ミドルセックス郡 - 南
- サマセット郡 - 西

## 人口動態
以下は2000年国勢調査による人口統計データである。
| 基礎データ - 人口: 522,541人 - 世帯数: 186,124 世帯 - 家族数: 133,264 家族 - 人口密度: 1,953人/km2（5,059人/mi2） - 住居数: 192,945軒 - 住居密度: 721軒/km2（1,868軒/mi2） 人種別人口構成 - 白人: 65.51% - アフリカン・アメリカン: 20.78% - ネイティブ・アメリカン: 0.23% - アジア人: 3.83% - 太平洋諸島系: 0.04% - その他の人種: 6.37% - 混血: 3.25% - ヒスパニック・ラテン系: 19.71% 先祖による構成 - イタリア系：13.1% - アイルランド系：8.6% - ポーランド系：6.5% - ドイツ系：5.8% 年齢別人口構成 - 18歳未満:24.9% - 18-24歳: 7.9% - 25-44歳: 31.3% - 45-64歳: 22.1% - 65歳以上: 13.8% - 年齢の中央値: 37歳 - 性比（女性100人あたり男性の人口） - 総人口: 92.7 - 18歳以上: 88.9 | 世帯と家族（対世帯数） - 18歳未満の子供がいる: 34.0% - 結婚・同居している夫婦: 52.6% - 未婚・離婚・死別女性が世帯主: 14.2% - 非家族世帯: 28.4% - 単身世帯: 23.6% - 65歳以上の老人1人暮らし: 10.2% - 平均構成人数 - 世帯: 2.77人 - 家族: 3.28人 収入と家計 - 収入の中央値 - 世帯: 55,339米ドル - 家族: 65,234米ドル - 性別 - 男性: 44,544米ドル - 女性: 32,487米ドル - 人口1人あたり収入: 26,992米ドル - 貧困線以下 - 対人口: 8.4% - 対家族数: 6.3% - 18歳未満: 10.5% - 65歳以上: 8.0% |

ユニオン郡は民族構成が非常に多様である。バークレーハイツ、ニュープロビデンス、ウェストフィールド、サミット、クランフォード、ケニルワース、クラーク、リンデン、ユニオン、スプリングフィールド、スコッチプレーンズには多くのイタリア系アメリカ人が住んでいる。またアイルランドや北ヨーロッパ人の子孫も多い。プレーンフィールド、ロゼル、リンデン、ユニオン、ラーウェイ、エリザベスには大きなアフリカ系アメリカ人社会がある。ロゼルパークにはインド系アメリカ人が多く、ロゼルパーク、リンデン、ラーウェイ、プレーンフィールド、特にエリザベスにはヒスパニック系とポルトガル系が多い。スプリングフィールド、スコッツプレーンズ、エリザベス、ヒルサイド、クランフォード、ウェストフィールド、サミットにはユダヤ系が多い。

## 郡政府と政治

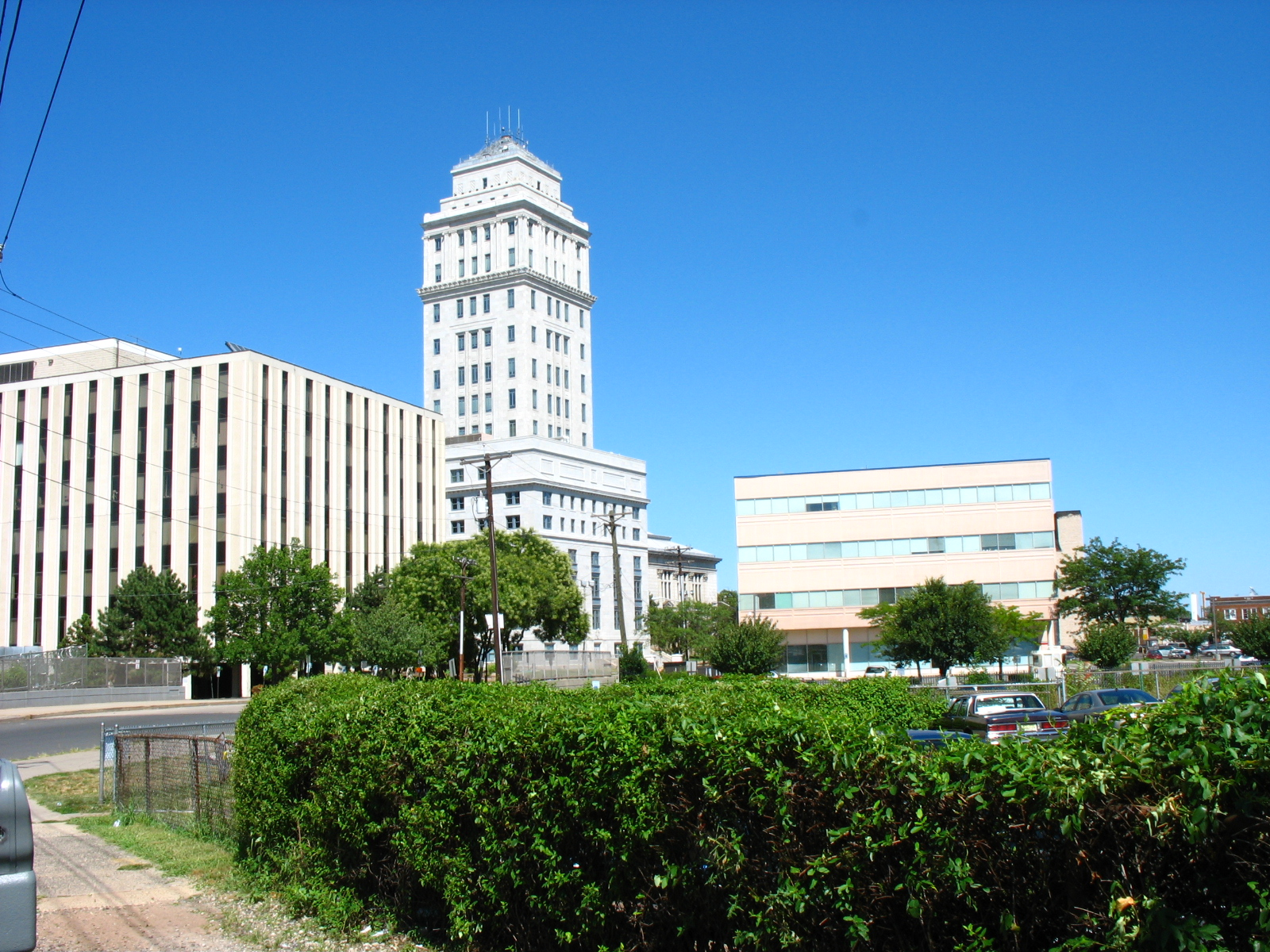
ユニオン郡庁舎、エリザベス市

ユニオン郡は9人の委員で構成される郡政委員会が統治している（ニュージャージー州では "Board of Chosen Freeholders" と呼ばれる）。郡全体を選挙区に党派選挙で選出される。任期は3年間である。毎年3人が改選される。委員会は郡運営のための政策を設定する。日々の管理は指名された郡マネジャーが監督する。
郡政委員会は郡の立法と行政の機能を持っている。立法機能では予算を策定して採択し、郡の方針と手続きを決める。行政機能では、歳出と部門の動きを監督する。管理任務の多くは郡マネジャーに託されている。
各委員はその任務の一部として様々な委員会の委員を務めている。例えば、経済開発、公園とレクリエーション、公共事業と政策などである。さらに郡内のオープンスペース信託基金を監督している。
アメリカ合衆国下院議員の選挙ではニュージャージー州第7、第8、第10、および第12選挙区に入っている。2013年時点では共和党議員1人、民主党議員3人を選出している。
郡レベルの警察機能はユニオン郡警察署、ユニオン郡保安官事務所、ユニオン郡検察官事務所が担当している。
ユニオン郡郡章には銃で撃たれる女性を描いていることで、国内唯一のものである。これはアメリカ独立戦争の時にイギリス兵に殺されたエリザベスタウンのハンナ・コールドウェルを描いたものである。

### 政治
2011年3月23日時点で郡内登録有権者数は 286,071 人だった。このうち 119,520 人(41.8%) は民主党に、43,643 人(15.3%) は共和党に、122,799 人(42.9%) は無党派で登録されている。その他の政党で登録したのは109人だった。2010年国勢調査の人口に対しては53.3%が登録し、18歳以上の人口に対しては70.6%だった。
2012年アメリカ合衆国大統領選挙では、民主党のバラク・オバマが139,752票、66.0%を獲得し、対する共和党のミット・ロムニーは68,314票、32.3%だった。その他の候補者は1,765票、0.8%だった。投票総数は211,597票、投票率は68.8%だった。
2008年ではバラク・オバマが 141,417 票、63.1%を獲得し、対する共和党のジョン・マケインは78,768 票、35.2%、その他の候補者は 1,912 票、0.9% だった。投票総数は223,951票、投票率は74.7%だった。2004年では、民主党のジョン・ケリーが119,372 票、58.3%、共和党のジョージ・W・ブッシュが82,517 票、40.3%、その他の候補者は 1,498票、0.7% だった。登録有権者数283,270人のうち、投票総数は204,759 票、投票率は72.3%だった。
2009年ニュージャージー州知事選挙では、民主党のジョン・コーザインが68,867 票、50.6%を獲得し、共和党のクリス・クリスティが56,769 票、41.7%、を上回り、無所属のクリス・ダゲットは7,999 票、5.9%、その他の候補者が 1,058 票、0.8% という結果だった。登録有権者数292,490人のうち、投票総数は136,110 票、投票率は46.5%だった。

### 保安官事務所
ユニオン郡保安官事務所はエリザベス市にある。その他にユニオン郡警察署と呼ばれる郡警察もあり、このような郡は国内でも限られたものである。

## 都市と町

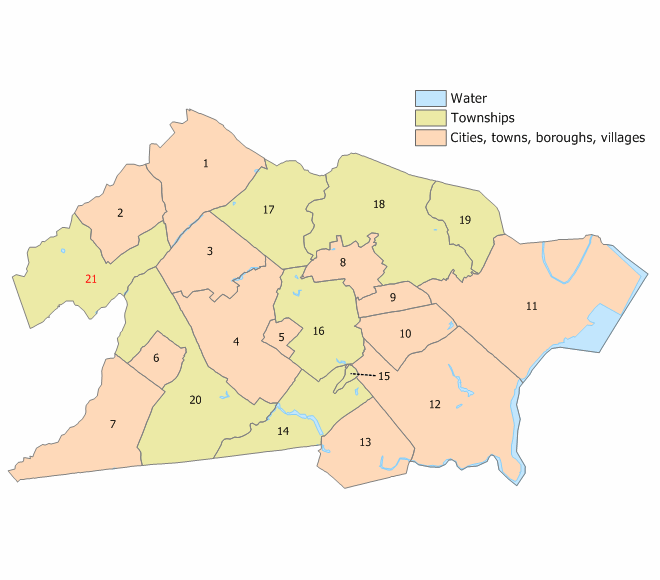
ユニオン郡の自治体

ユニオン郡には下記の自治体がある。名称の後の数字は右図の番号である。

### 都市
- エリザベス、11（郡庁所在地）
- リンデン、12
- プレインフィールド、7
- ラーウェイ、13
- サミット、1

### 町
- ウェストフィールド、4

### タウンシップ
- バークレーハイツ、21
- クラーク、14
- クランフォード、16
- ヒルサイド、19
- スコッチプレーンズ、20
- スプリングフィールド、17
- ユニオン、18
- ウィンフィールド、15

### ボロ
- ファンウッド、6
- ガーウッド、5
- ケニルワース、8
- マウンテンサイド、3
- ニュープロビデンス、2
- ロゼルパーク、9
- ロゼル、10

## 教育
共学公立研究型大学であるキーン大学がユニオンとヒルサイドにある。リベラルアーツと科学を教え、職業教育も行う。人間科学と社会科学に定評があり、毎年多くの教師を育てている。ニュージャージー医科歯科大学と共同して理学療法を教えることでも知られている。
ユニオン郡カレッジは2年制コミュニティカレッジであり、ニュージャージー州の郡カレッジネットワーク19校の1つである。1933年に設立され、クランフォード、エリザベス、プレーンフィールド、スコッチプレーンズにキャンパスがある。

## 公園とレクリエーション

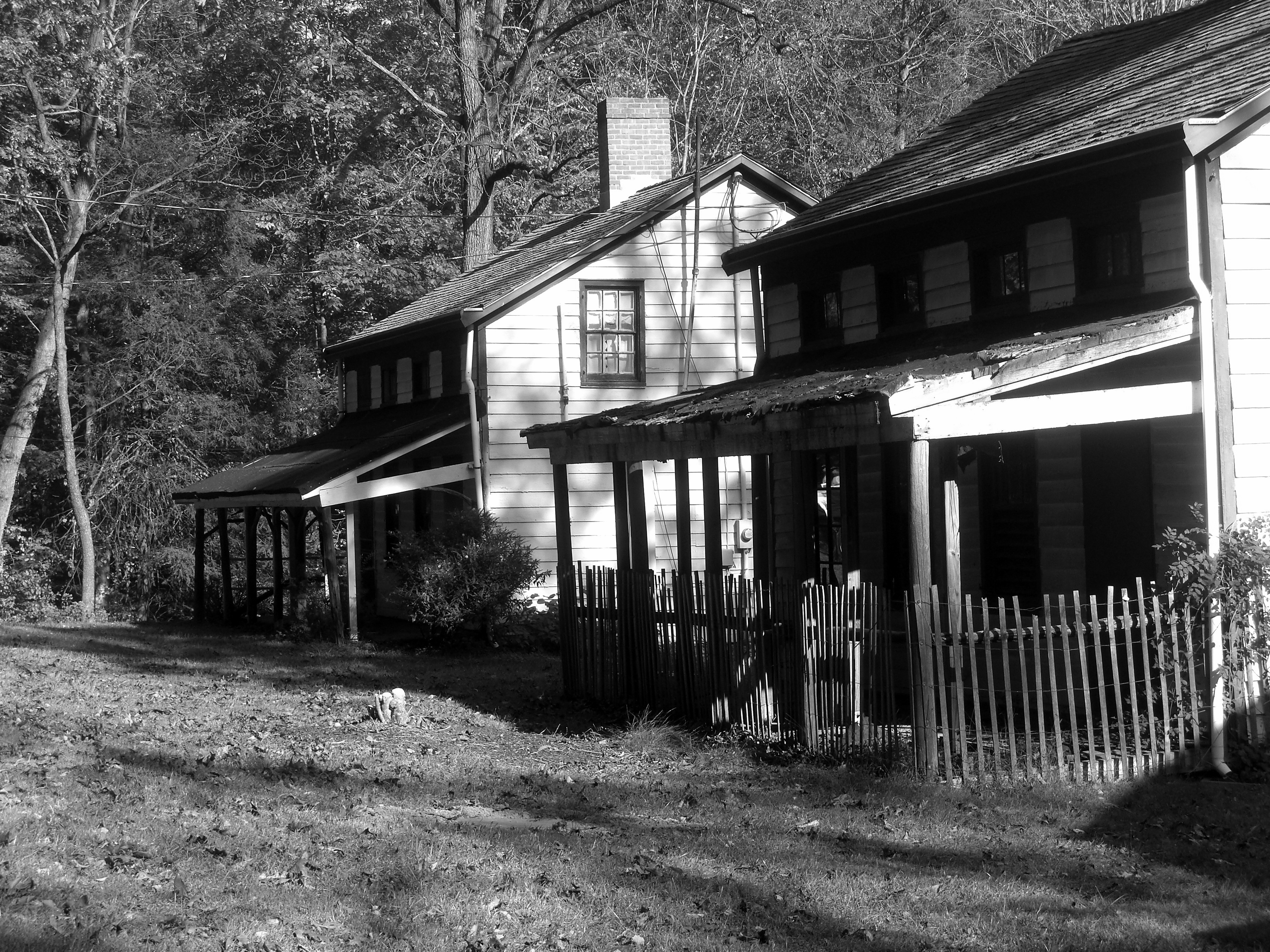
フェルトビルの廃村、保存が進行中である

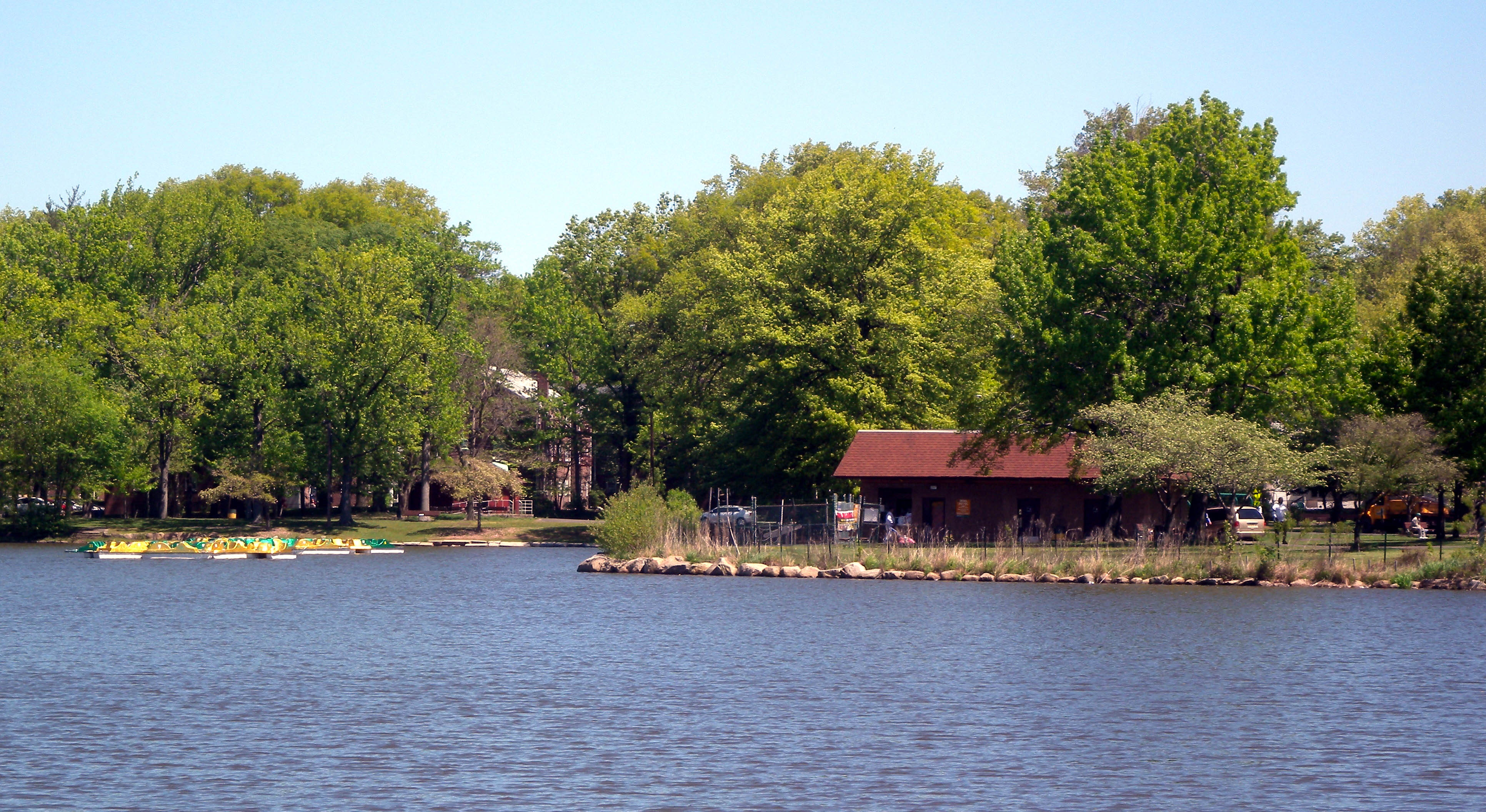
ウォリナンコ公園

| - アシュブルック保存地 - ブラックブルック公園 - ブライアント公園 - ブルックサイド公園 - シーダーブルック公園 - エコーレイク公園 - エリザベスリバー公園 - グリーンブルック公園 | - ヒドンバレー公園 - レナペ公園 - マディソンアベニュー公園 - マタノ公園 - マコーネル公園 - ミルトンレイク公園 - ノマハーゲン公園 - オークリッジ公園 | - パセーイクリバー公園 - フィルリザット公園 - ポンデローサファーム公園 - ラーウェイリバー公園 - ラーウェイリバー・パークウェイ - タマケス公園 - ユナミ公園 - ウォリナンコ公園 |

### その他のレクリエーション施設
- アシュブルック・ゴルフコース
- ギャロッピングヒル・ゴルフコース
- オークリッジ・アーチェリー射場
- トレイルサイド自然科学センター
- ウォリナンコ・アイススケートリンク
- ワチャング保存地